# Owen Jones
Owen Jones (Sheffield, 8 d'agost de 1984) és un periodista i escriptor d'esquerra anglès. És columnista regular del The Guardian i abans ho havia estat del The Independent.

## Biografia
Owen Jones va néixer a Sheffield i va créixer a Stockport, a l'àrea metropolitana de Manchester. Els seus pares eren trotskistes i l'avi, comunista.
És historiador per la Universitat d'Oxford i ha treballat com a assessor per al Partit Laborista. Fins al març del 2014 va ser columnista del The Independent, publicació que va abandonar per passar-se al The Guardian. També ha publicat peces a New Statesman, el Sunday Mirror, Le Monde Diplomatique i altres publicacions menors. A televisió ha aparegut com a comentarista a diferents telenotícies de la BBC, Sky News, Channel 4 News, ITV's Daybreak i el programa de la BBC Question Time.
El 2011 va publicar el seu primer llibre: Chavs: The Demonization of the Working Class (traduïble com a "Xonis: la demonització de la classe treballadora"), que estudia els estereotips associats a determinats grups de les classes populars britàniques. El llibre va esdevenir un èxit de crítica i vendes al Regne Unit i el 2014 en va publicar un altre: The Establishment and How They Get Away With It (traduïble com a "La casta i com se'n surten").
Owen Jones va fer pública la seva homosexualitat el 2014 i viu actualment a Londres. El 2015 va signar un manifest de suport a Barcelona en Comú i el 2017 va denunciar la repressió de l'Estat espanyol a Catalunya arran del Referèndum de l'1 d'Octubre, tot expressant el seu suport al dret a l'autodeterminació de Catalunya malgrat no defensar-ne la independència.